# Hypodeva
Hypodeva is een geslacht van vlinders van de familie visstaartjes (Nolidae).

## Soorten
- H. barbata Holland, 1894
- H. nocturna (Hampson, 1905)
- H. superba (Druce, 1911)